# Acontia nitidula
Brixton Beauty, Acontia nitidula, es una especie  de Lepidoptera perteneciente a la familia Noctuidae. Se encuentra en Asia, incluyendo India. También se ha registrado en Gran Bretaña, pero este registro es dudoso.
Las larvas se alimentan de las hojas de Abelmoschus esculentus y es considerada una plaga menor para el algodón.

## Sinonimia
- Bombyx nitidula Fabricius, 1787
- Phalaena catena Sowerby, 1805
- Desmophora elegans Stephens, 1829 (nombre reemplazado por Phalaena catena Sowerby, 1805)